# 영어 관사
영어 관사(article)는 정관사(定冠詞, definite article) 'the'와 부정관사(不定冠詞, indefinite article) 'a'와 'an'이 있다. 정관사는 화자(speaker)가 청자(listener)가 명사의 지시대상(referent)을 알고 있다고 생각할 때 사용한다.  즉 '그것은 명백하기 때문에(because it is obvious)', '그것은 상식이기 때문에(because it is common knowledge)', '그것은 같은 문장이나 이전 문장에서 언급되었기 때문에(because it was mentioned in the same sentence or an earlier sentence)'라는 전제를 포함하고 있는 것이다. 부정관사는 청자가 지시대상을 들은 적이 없다고 생각할 때 화자가 사용한다. 일부 명사구(noun phrase)에서는 어떤 관사도 사용하지 않는다.

영문법(English grammar)에서는 단수가산명사(singular countable noun) 구는 앞에 한정사(determiner)가 대부분 붙는다. 예를 들어, "나는 상자가 있다"에 해당하는 문장으로 "I have a box"는 되지만 "I have box"는 안된다. 가장 흔한 한정사 "the"와 "a(an)"은 명사의 한정성(definiteness)의 유무를 결정한다.  기타 한정사로는 "this", "my", "each", "many" 등이 있다. 한정사가 필요없는 경우도 있는데, "존은 빠른 차를 좋아한다"에 해당하는 "John likes fast cars."라는 문장에서, "John"과 "fast cars"는 한정사가 없다.
정관사 the는 명사구의 지시대상이 유일하거나(unique) 맥락 속에서 알고 있는(known from the context) 경우에 시용된다. 예를 들어, "안경 쓴 소년은 달을 보고 있었다"에 해당하는 문장 The boy with glasses was looking at the moon에서, 소년이 한 명이라는 것(맥락 속에서 알게 된 경우)과 달이 하나라는 것(유일한 것)만이 지시되어 있다고 보는 것이다. 그러나 다음의 경우엔 정관사를 사용하지 않는다.
- 총칭명사(generic nouns) (복수명사 혹은 불가산명사) : 자동차는 악셀러레이터가 있다(cars have accelerators), 행복은 전염된다(happiness is contagious)의 경우, cars나 happiness 모두 다 일반적인 의미를 담고 있다.  (반면 내가 어제 느낀 행복"the happiness I felt yesterday의 경우 특정한 의미의 행복을 나타내기에 the를 붙인다.)
- 고유명사(proper name) : John, France, London 등

부정관사 a (자음 앞) 혹은 an (모음 앞)은 단수가산명사에만 사용 가능하다. 명사의 지시대상이 어느 한 분류(class) 중에 특정되지 않은 요소(member) 하나라는 것을 지시한다. 예를 들어, "어느 한 못생긴 사람이 파이프 담배를 피우고 있었다"에 해당하는 An ugly man was smoking a pipe의 경우, 못생긴 사람(ugly man)이나 파이프(pipe)가 누구인지 혹은 무엇인지를 구체적으로 특정하진 않았다.
특정 날짜를 지시할 경우, 정관사 the가 사용된다.
- "그는 5월 10일에 태어났다(He was born on the 10th of May.)

그러나 한 주의 어느 한 날을 지시할 때는 부정관사 a(an)이 사용된다.
- 그는 화요일에 태어났다(He was born on a Thursday.)

복수명사나 불가산명사 같이 지시대상이 정해지지 않은(indefinite) 경우, 관사를 사용하지 않는다. (상술한 총칭의 정해진 경우) 그러나 그런 상황에서 한정사 some이나 부정문 혹은 의문문에 사용하는 "any"는 붙일 수 있다.
- "부엌에 사과들이 있다"(There are apples in the kitchen) 혹은 "부엌에 사과 몇 개가 있다"(There are some apples in the kitchen)
- 우리는 정보가 없다(We do not have information) 혹은 우리는 어떤 정보도 없다(We do not have any information)
- 차를 드시겠어요?(Would you like tea?) 혹은 차 좀 드시겠어요?(Would you like some tea?) 차 같은 거 드시겠어요?(Would you like any tea?) 혹은 좋은 차 좀 드시겠어요?(Would you like some good tea?)

또한 다음의 경우 관사는 보통 사용하지 않는다.
- 다른 한정사를 품은 명사구 : my house, this cat, America's history처럼 명사나 명사구 앞에 my, this, America's와 같은 한정사가 이미 붙어 있는 경우. 단 몇 가지 한정사에서는 쓸 수 있다. 예) the many issues, such a child
- 대명사 : he나 nobody와 같은 대명사와는 쓰지 않는다. 단, 일부 대명사와는 결합 가능하다. 예) the one, the many, the few
- 절(clause)이나 부정사구(infinitive phrase)를 구성하는 명사구 앞에는 쓰지 않는다. 예) what you've done is very good, to surrender is to die

신문 헤드라인, 표지판, 라벨, 노트 필기 등 간결하게 작성할 경우, 다른 문법형태소(function word)와 함께 관사는 생략된다. 예를 들어 The mayor was attacked의 경우 정관사 the와 문법형태소인 동사 was가 생략되어 Mayor attacked라고 한다.

## 어순
대부분의 경우 관사는 명사구 가장 첫머리에 오며, 다른  형용사나 수식어(modifier) 앞에 둔다.
- [The little old red bag] held [a very big surprise].

그러나 몇가지 예외가 있다.
- 일부 한정사 : all, both, half, double 등은 정관사 the보다 앞에 둔다. 예) all the team, both the girls, half the time, double the amount
- 한정사 such와 감탄사 what은 부정관사 a(an)보다 앞에 둔다. 예) such an idiot, what a day!
- too, so, as, how 등의 수식을 받는 형용사는 부정관사 앞에 온다. 예) too great a loss, so hard a problem, as delicious an apple as I have ever tasted, I know how pretty a girl she is.
- 매우(fairly)의 뜻을 가진 quite가 형용사를 수식하는 경우, 'quite + a + 형용사' 어순이 된다. 예) quite a long letter.

## 정관사
영어의 유일한 정관사인 the는 이미 언급된(already mentioned), 논의 중인(under discussion), 내용 중에 이미 포함된(implied), 청자나 독자가 알고 있다고 가정한(presumed familiar to the listener or reader) 사람이나 사물이라는 것을 표현한다. the는 현재 통용되고 있는 영어 문장 중 7%를 점유할 정도로 흔하게 사용되는 단어이다.
the는 단수명사와 복수명사에 모두 사용되며, 남성, 여성, 중성명사와도 모두 어울리며, 어떤 알파벳으로든 시작되는 단어에 모두 어울린다. 이는 성(gender)이나 수(number)에 따라 각각 다른 관사를 사용하는 다른 언어들과 차이를 보인다.

## the와 that의 축약형

Barred thorn (after Ælfric)

the는 영어에서 가장 흔하게 사용되는 단어이기에, 축약형이 자주 발견된다.
- 막대 쏜(Barred thorn) : 고대영어(Old English language)로 된 문서에서 보이는 가장 오래된 축약형. þ의 어센더(ascender, x자보다 높이 있는 부분이 있는 글자, b, d, f, h 등)를 가로지르는 굵은 막대가 있는 형태이며, "the"나 "that"을 나타내는 þæt(중성 주격, 중성 대격)을 의미한다.
- þͤ와 þͭ : þ에 어깨문자(superscript) e나 t가 결합된 형태. 중세영어(Middle English)에서는 각각 "þe" 와 "þat"으로 씀.
- yͤ and yͭ : þͤ와 þͭ에서 발전한 형태이며, 근세영어(Early Modern English)에서 나타남(Ye form 참조)

각각의 것들이 축약형으로 제안되었다. 1916년 레그로스(Legros)와 그랜트(Grant)는 고문헌 편람인 Typographical Printing-Surfaces에서 Ħ와 비슷한 문자를 "Th"로 하고 the의 축약형을 ħe로 할 것을 제안하였다. 레그로스와 그랜트가 아이슬란드(Iceland)에서는 이미 사용하고 있었던 "þ" 혹은 yͤ 형태를 영어에서도 되살려서 재도입하지 않은 이유는 불명이다.

### Ye형태
중세영어(Middle English)에서, the (þe)는 작은 e를 위에다 쓴 þ로 줄여서 썼다. 이는 작은 t를 위에 얹어 쓴 þ를 축약형으로 하는 that과 유사하다. 후기중세영어(latter Middle English)와 근세영어(Early Modern English)에서, 쏜(thorn) 즉 "þ"의 일반 글씨체나 필기체(cursive)가 y자와 비슷해지게 되었다. 그 결과 y자 위에 e를 쓴 형태()가 축약형으로서 흔하게 쓰였다. 제임스왕판 성경(King James Version of the Bible) 1611년 재판본 로마서(Romans) 15장 29절, 혹은 1620년 메이플라워 맹약(Mayflower Compact)에서도 발견된다. y자 형태로 쓰여졌음에도 결코 y와 같이 발음한 적은 없었다.

## 부정관사
영어의 부정관사(indefinite article)는 a와 an 두가지 형태이다. 의미론적으로 이 두 관사의 의미는 하나("one")이며, 조통 강조의 의미는 없다. 이들은 단수가산명사(singular countable noun)에만 사용된다. 복수명사(plural noun)나 불가산명사(uncountable noun)에서는 "some"을 대용물로 사용할 수 있다.

### a와an의 구별
an은 첫 음절이 모음으로 발음되는 단어 앞에서 사용되며, 자음으로 시작되는 단어라도 자음은 묵음화되어 모음만 발음되는 경우에도 사용된다. 이렇게 되면 a와 뒤따르는 모음 발음 사이에서 필연적으로 따라오는 순간적인 무음 포즈(momentary silent pause)인 성문 파열음(glottal stop)이 발생하지 않는다. 첫 음절이 자음으로 발음되는 단어 앞에서는 a를 쓴다.(예 : a box, an apple, an SSO ("es-es-oh"로 발음), "an MP3" ("em-pee-three"로 발음), a HEPA filter (HEPA는 두문자어이나 각 알파벳을 따라 읽는게 아니라 한 단어처럼 '헤파'라고 읽는다), an hour (h는 묵음); a one-armed bandit ("won..."으로 발음), an heir ("air"로 발음), 미국 영어(American English)에서 an herb(h는 묵음), 영국 영어(British English)는 a herb, "a unionized worker"이지만 "an ionized particle") 이전에는 [ju] 발음 앞에서는 an 을 사용했으나(예 : an unicorn, an eulogy), 19세기 이후 a를 사용하게 되었다.
라틴어나 그리스어 유래 단어인 경우, 이전에는 첫 h는 묵음이었기에 an이 흔하게 사용되었고, 현대에 h 발음이 복구되었음에도 불구하고 an은 그대로 사용한다. 일부는 h발음으로 시작되는 첫 음절로서 강세가 없는 경우에도 an을 사용한다(예 : an historical novel, an hotel). 그러나 이는 흔하지 않다.
일부 방언, 특히 런던 노동자 계층인 코크니(Cockney) 영어에서는 거의 대부분 h음을 묵음화(h-dropping)하기에, 영국 표준 영어에서 사용되지 않는 경우에도 an을 사용한다. 예를 들어 helmet의 경우, 표준 영국 영어로는 a helmet이지만 이 지방에서는 an 'elmet으로 통용된다.
이와 유사하게 소유격 한정사(possessive determiner) my와 thy에도 a와 an의 구분이 있다. 모음으로 시작하는 단어 앞에서는 mine과 thine이 되는데, 예를 들어 mine eyes가 된다.

#### 기타 언어
다른 언어에서도 비슷한 예시가 있다. 이디시어(Yiddish)에서는 관사 "a"와 같은 אַ, "an"과 같은 אַן이 있으며, 영어와 같은 방식으로 활용된다. 헝가리어(Hungarian) 관사 a와 az는 정관사라는 점을 제외하면 영어 부정관사 a와 an과 같이 활용된다. 하단의 시점 상실(juncture loss)은 헝가리어에서도 있어 왔다. 결성사(privative) a-와 an- 접두사(prefix)는 그리스어와 산스크리트어(Sanskrit)에서의 '아니다("not")' 혹은 '없다("without")'의 뜻이다.

### 발음
a와 an은 보통 슈와(schwa) ə로 발음되어 각각 /ə/와 /ən/으로 발음된다. 그러나 흔치 않은 경우이지만 강세를 받게 되면, 각각 /eɪ/ (day와 운을 맞춤)과 /æn/ (pan과 운을 맞춤)으로 발음된다.

### 어원
an은 one과 관련한 고대 형태이며, 독일어(German) ein과도 어원이 같다.

### 활용
부정관사 활용 원칙은 일반적인 것과 같아. 또한 관사로서 작용하는 것 외에, a와 an은 비율 관계(proportional relationship)를 표현하기 위하여 사용된다. 예 : '1일 1달러("a dollar a day")', '1온스 150달러("$150 an ounce")', '1일 1사탕은 일, 휴식, 놀이에 도움을 준다("A sweet a day helps you work, rest and play")'. 그러나 역사적으로 보면 이러한 활용법은 관사로서의 본연의 "a" and "an"에서 유래한 것은 아니다.

### 연접 상실
연접 상실(juncture loss)에서, 영어 역사상 n은 부정관사와 모음으로 시작되는 단어 사이를 오고 갔다. 예를 들어, 한때는 a nuncle로 쓰던 것이 현재는 an uncle로 쓰는 것과 같다. 옥스포드 영어 시전(Oxford English Dictionary)에서는 1448년 작성된 문장 smot hym on the hede with a nege tool을 예시로 들고 있는데, 이를 현대 영어로 쓰면 smote him on the head with an edge tool이 된다. 또한 a nox는 an ox로, a napple은 an apple로 바뀌었다. 일부는 이러한 변화가 지속되어 왔다. a newt는 한 때 an ewt (초기 euft, eft)였다. a nickname은 an eke-name이었는데, eke는 '추가의' 뜻을 지넨 "extra"와 같은 것으로, eke out은 '더하다("add to")'를 의미한다. 다른 한편, napkin과 연관되어 있으며 '작은 탁자보'라는 의미의 a napron은 an apron이 되었다. a naddre는 an adder가 되었다. orange 앞에 붙여 쓴 n은 연접 상실 현상으로 떨어져 나갔지만, 이는 orange라는 단어가 영어에 차용되기 이전에 이미 발생한 것이었다.

## some의 활용
존재 한정사(existential determinative, 혹은 determiner) some은 복수명사와 불가산명사에와 함께 쓰여 a(n)과 같은 역할을 하기도 한다. 이 경우 '부분사'(partitive)라고도 한다. Give me some apples, Give me some water에서 some은 단수가산명사 형태인 an apple이나 a glass of water와 같은 역할을 한다. 문법적으로 some은 필수적으로 붙일 필요는 없으며, 무관사(zero article)를 사용하여 Give me apples, Give me water로 표기해도 된다. 이 경우 some은 한정된 양이라는 뜻을 내포한다. 반면, 스페인어(Spanish)에서는 부정관사 남성/여성 단수형 un/una에는 각각의 복수형으로 unos/unas가 존재한다. 이는 이탈리아어, 프랑스어, 포르투갈어 등 라틴어 계통 언어에서 흔하다. 일반 관사처럼, some은 상호배타적인 중간한정사(central determiner)에 속한다. 그렇기에 "the some boys"는 비문법인 것이다.
부정문(negative clause)에서 any가 반대의미로서 사용한다는 것은, some이 극어(極語, Polarity item)로서 긍정문(positive clause)에서만 사용한다는 것을 의미한다.
- (정문) "I have some objections to make." vs. "I don't have any objections to make."
- (비문) "I have any objections to make." vs "I don't have some objections to make."[11]

Some은 강조 의미도 갖고 있다. "some but not others" 혹은 "some but not many" 등이 있다. 예를 들어 some people like football, while others prefer rugby, 혹은 I've got some money, but not enough to lend you any라고 쓰는 경우이다. 또한 부정대명사(indefinite pronoun)로 쓸 수 있지만, 명사를 수식하지 않는다.(예 : Give me some!) 혹은 전치사구(prepositional phrase)가 뒤에 붙는다.(I want some of your vodka) any도 마찬가지이다.
some은 단수가산명사와도 쓸 수 있다. There is some person on the porch의 경우, 화자가 이 "person"의 정체를 모른다는 뜻을 내포한다. 부정관사 a(n)이 사용되면 사용할 필요가 없다. 이는 매우 비공식적인 것이지만, 공식적인 용법에서도 쓰이기도 한다.(We seek some value of x such that...)
some이 부정관사로만 사용된다면 [s(ə)m]으로 약하게 발음된다. 다른 의미가 있으면 [sʌm]으로 발음된다.

## 알파벳 순서에의 영향
알파벳 순서대로 제목이나 구를 분류하거나 정렬할 때, 너무 자주 사용되기에 항목 검색에 방해된다는 이유로 관사는 일반적으로 제외된다. 이 원칙에 따르면, The Comedy of Errors는 A Midsummer Night's Dream보다 앞에 나온다. the나 a는 무시되고 comedy의 c가 midsummer의 m보다 앞서기 때문이다. 일부 인덱스(index)에서는 "Comedy of Errors, The"처럼 관사를 제목 끝에다 쓰기도 한다.

## 웨스트 컨트리 영어
영국의 웨스트 컨트리 영어(West Country English)에서는 표준 영어(Standard English)과는 다른 방식으로 관사를 활용한다. 병명(the chicken pox, the arthritis)이나 수량 표현(the both, the most), 휴일(the Christmas), 지리단위 및 조직(the church, the county Devon) 등에서 표준영어와는 다른 방식으로 사용한다. 반대로 부정관사는 모음 앞에서도 a 로 쓴다.

## 같이 보기
- 관사
- The (영어)